# Johann Fladung
Johann Martin Philipp Fladung, auch Johannes oder Hans Fladung genannt (* 12. Februar 1898 in Frankfurt am Main; † 11. September 1982 in Gundernhausen bei Darmstadt), war ein deutscher KPD-Funktionär, Landtagsabgeordneter, Kulturpolitiker, Verleger und Publizist.

## Leben
Fladung wuchs in einer sozialdemokratischen Arbeiterfamilie auf. Sein Vater war von Beruf Steinbildhauer. Seine Mutter starb, als er sieben Jahre alt war. Nach Besuch der Volksschule erlernte er den Beruf des Kunst- und Bauschlossers und wurde 1916 Soldat. Er war 1918 Mitglied des Soldatenrats Hannover (nach anderen Angaben USPD-Funktionär in Frankfurt) und im Dezember 1920 Delegierter beim Vereinigungsparteitag von KPD und USPD zur VKPD. Als KPD-Funktionär arbeitete er in Kassel, Stettin, Pommern und Krefeld. Im Dezember 1924 wurde er für die KPD in den preußischen Landtag gewählt sowie 1928 und 1932 wiedergewählt.  1925 heiratete er Waltraud Greiner, die Tochter des kommunistischen Reichstagsabgeordneten Daniel Greiner. Von 1930 bis zum KPD-Verbot 1933 war er Stadtverordneter von Düsseldorf. Im Mai 1932 wurde er bei einer Schlägerei mit NSDAP-Abgeordneten mit anderen Abgeordneten der KPD und SPD schwer verletzt und war ausschlaggebend zur Gründung der Antifaschistischen Aktion. Fadung wurde 1933  Nachfolger von Max Opitz als Polleiter im Ruhrgebiet. Am 2. September 1933 wurde er von der Gestapo verhaftet und im Berliner Columbiahaus schwer misshandelt. Im November 1934 vom Volksgerichtshof zu zweieinhalb Jahren Zuchthaus verurteilt, wurde er im August 1936 fast taub aus der Haft entlassen. Wie er in seinen Memoiren schrieb, war er krank und schwach, als er Anfang 1938 mit falschen Papieren in die Schweiz flüchtete; er wurde umgehend in eine Klinik gebracht. An den Folgen litt er lebenslang. Drei Monate später reiste er nach Paris und von dort mit dem Flugzeug nach London, wo er von Vertretern der Quäker in Empfang genommen wurde. Er gehörte dort Ende 1939 zu den Mitgründern des Freien Deutschen Kulturbundes. 1942 oder 1943 wurde er als Nachfolger von Hans Flesch-Brunningen dessen Vorsitzender. Nach Unterlagen des Berlin Document Center wurde Fladung am 24. Oktober 1940 vom Deutschen Reich ausgebürgert.
1946 kehrte Fladung nach Düsseldorf zurück und war 1951–1958 NRW-Landessekretär des Demokratischen Kulturbundes Deutschlands, welcher enge Beziehungen zum Kulturbund der DDR unterhielt und im März 1959 als verfassungsfeindliche Vereinigung verboten wurde. 1954 gründete er in Düsseldorf den Progress-Verlag, der später nach Darmstadt übersiedelte. Dort erschienen u. a. die von ihm herausgegebenen Zeitschriften Kultur & Gesellschaft und Geist und Zeit. Nach dem Verbot der KPD war er von 1956 bis 1968 Mitglied des Zentralkomitees der illegalen KPD. 1964 erhielt er die Ehrendoktorwürde der Universität Jena.
Fladung war Mitglied des Zentralen Arbeitsausschusses des „Fränkischen Kreises“ unter Franz Paul Schneider.
Ein Prozess gegen Fladung vor dem Landgericht Düsseldorf wegen Staatsgefährdung wurde im Januar 1964 wegen Verhandlungsunfähigkeit des Angeklagten abgesetzt. In der DDR wurde ein „Verteidigung-Komitee“ für Fladung unter Vorsitz von Ernst Hermann Meyer gebildet, dem unter anderen Arnold Zweig, Anna Seghers, Klaus Gysi, Erich Hertzsch, Gerhard Reintanz, Rudolf Mauersberger und Hubert Faensen angehörten.

## Publikationen
- Erfahrungen. Vom Kaiserreich zur Bundesrepublik. Hrsg., Einl. Josef Schleifstein. Röderberg, Frankfurt 1986, ISBN 3-87682-808-2
- Zehn Jahre. Ein Almanach. [= 10 Jahre Progress-Verlag Johann Fladung 1961 GmbH, Darmstadt], Darmstadt 1961